# Carice MK1
Dieser Artikel wurde auf der  Qualitätssicherungsseite des Portals Auto und Motorrad eingetragen. 
Bitte hilf mit, ihn zu verbessern, und beteilige dich an der Diskussion. (+)
Der Carice MK1 ist ein Roadster des niederländischen Autoherstellers Carice Cars aus Delft. Präsentiert wurde das Fahrzeug 2013 auf der Techno-Classica in Essen. Es sieht aus wie ein Oldtimer, wird jedoch von einem Elektromotor angetrieben. Das Auto ähnelt optisch sehr dem Porsche 356 Spyder. Laut Hersteller ist zunächst eine Produktion von zehn Exemplaren geplant, die ab 26.620 Euro erhältlich sind. Bei einem Innovationswettbewerb der niederländischen Rabobank wurde 2013 der 1. Platz erreicht.

## Karosserie
Die Karosserie besteht komplett aus Kunststoff, wodurch eine Gewichtseinsparung erreicht werden konnte. So kommt der MK1 inklusive Akkupaket auf ein Gesamtgewicht von etwa 350 Kilogramm.

## Elektromotor
Es gibt den Carice MK1 in verschiedenen Leistungsvarianten:
- Juniorvariante mit 4,0 kW für Fahrer ab 16 Jahre
- 15 kW mit kleinem Akkupaket
- 40 kW mit kleinem Akkupaket und Range Extender, Höchstgeschwindigkeit 100 km/h
- 40 kW mit großem Akkupaket, Höchstgeschwindigkeit von 100 km/h und 200 km Reichweite

Jedes Fahrzeug wird nach individuellen Kundenwünschen gebaut. Alle Varianten sind mit einer Lithium-Ionen-Batterie bestückt, welche in etwa zwei Stunden aufgeladen werden kann. Die Reichweite beträgt ungefähr 100 Kilometer. Zusätzlich steht ein Einzylinder-Benzinmotor als Range Extender im Angebot, außerdem ist ein Wasserstoffantrieb geplant. Auf Wunsch ist ein einfaches Verdeck für den Roadster lieferbar.